# Vera Bogdanova
Vera Bogdanova (russe : Вера Олеговна Богданова, Vera Olegovna Bogdanova), née le 5 février 1986 à Moscou, est une écrivaine russe, également critique littéraire, traductrice et spécialiste en littérature.

## Biographie

### Enfance et formation
Vera Bogdanova naît en 1986 à Moscou. Elle est élevée par sa grand-mère.
Elle suit des études de littérature anglaise en Russie et à New York aux États-Unis,.

### Carrière
Vera Bogdanova commence par écrire des textes de science-fiction. 
Son premier roman, Pavel Zhang et autres créatures fluviales, sort en Russie en 2021. Il s'agit d'un roman dystopique. Il est sélectionné pour le prix National Bestseller. Il n'est pas traduit en français.
Son second roman, Saison toxique pour les fœtus (Sezon otravlennykh plodov en russe), sort en 2022. C'est un grand succès en Russie. Il raconte l'histoire de Jénia, depuis ses onze ans en 1995 jusqu’au milieu des années 2000, qui tombe enceinte de son cousin,. Il est classé parmi les treize livres incontournables de la rentrée 2024 du journal Le Parisien et les neuf meilleurs romans étrangers de la rentrée 2024 par le magazine Vogue France.
Elle est également traductrice et écrit des critiques de romans américains contemporains,.

### Vie privée
Vera Bogdanova vit entre la Russie et Bakou, la capitale de l’Azerbaïdjan,.

## Œuvres
- Pavel Zhang et autres créatures fluviales, Ast, 2021
- Saison toxique pour les fœtus, Ast, 2022  traduit en 2024 par Laurence Foulon (Actes Sud)  (ISBN 978-2-330-19544-1)